# Ізомерази

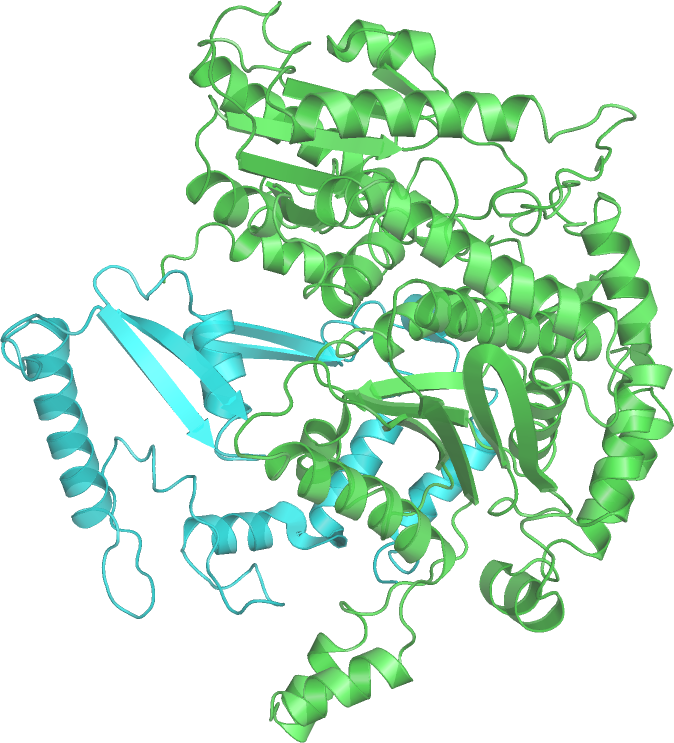
Стрічкова діаграма глюкозо-6-фосфатізомерази

Ізомера́зи (англ. isomerase) — ферменти, що каталізують внутрішньомолекулярні перегрупування — реакції ізомеризації. Сюди відносять: рацемази, епімерази, цис-транс-ізомерази, внутрішньомолекулярні оксидоредуктази, трансферази, ліази, мутази (каталізують перенесення певних груп з одного місця в інше).